# Harold Cobert
Harold Cobert (né à Bordeaux en 1974) est un écrivain français. Il se met à écrire alors qu'il poursuit des études littéraires. Titulaire d'un doctorat ès lettres, il publie aux éditions Séguier une série d'ouvrages consacrée à Honoré-Gabriel Riqueti de Mirabeau intitulée Mirabeau, le fantôme du Panthéon. Des œuvres de fiction suivent, inspirées par la société contemporaine cette fois. En 2010 toutefois, il revient au XVIIIe siècle et publie un roman historique, primé, inspiré à nouveau par l'époque révolutionnaire et le parcours de Mirabeau, L'Entrevue de Saint-Cloud.

## Biographie
Harold Cobert est né en 1974, petit-fils de Roger Lafosse (1927-2011) créateur du Festival Sigma. Il se met à écrire alors qu'il poursuit des études littéraires. Passionné par le XVIIIe siècle, il est titulaire d'un doctorat ès lettres, avec une thèse dirigée par Jean-Jacques Tatin-Gourier et soutenue en 2003 à l'université de Tours, consacrée à Mirabeau : Mirabeau polygraphe : du pornographe à l'orateur politique,.
Dès 2002, il publie un essai en 6 volumes, intitulé Mirabeau, le fantôme du Panthéon et consacré à cette personnalité de la Révolution française.
En février 2007 paraît Le Reniement de Patrick Treboc, aux éditions Jean-Claude Lattès, son premier roman, qui raconte le destin d’un jeune professeur intègre, criminel par accident, libéré de prison grâce à une émission de télé-réalité qu'il a lui-même inventée. C'est « une satire de la société du spectacle et de son influence sur la jeunesse ».
En mai 2009 paraît Un hiver avec Baudelaire aux éditions Héloïse d'Ormesson. Au printemps, Philippe se sépare de sa femme et perd aussi son travail. Malgré lui, il est happé dans la spirale infernale de la misère. Devenu SDF, il est confronté à la violence de la rue et à l’indifférence du monde. Jusqu’au jour où, au cœur de l’hiver, alors qu’il va sombrer mentalement, il fait des rencontres, dont « Baudelaire ». Grâce à ce compagnon d’infortune, il s’en sort. Ce roman qui mêle romanesque et vérité sociale, poésie et âpreté, ce récit du processus de marginalisation est aussi une histoire d’amitié rappelant l'équilibre précaire de la vie. Un hiver avec Baudelaire est publié en Allemagne, à Taïwan et en Italie[réf. souhaitée], ainsi qu'en Grèce. Publié chez France Loisirs depuis le printemps 2010, il sort également au Livre de Poche au printemps 2011.
Le 26 août 2010 paraît L'Entrevue de Saint-Cloud aux éditions Héloïse d'Ormesson. Le 3 juillet 1790, alors que la monarchie est en péril et l’avenir de la France incertain, Marie-Antoinette accorde à Mirabeau une audience secrète à Saint-Cloud. Ces quelques heures à la dérobée suffiront-elles au comte libertin pour renverser l’inexorable cours de l’Histoire ? Car, paradoxalement, une seule volonté anime l’orateur du peuple, élu du tiers état, celle de sauver le trône. Déployant toute son éloquence, le redoutable tribun saura-t-il rallier la reine à ses convictions ? Harold Cobert imagine ce qu'a pu être cet entretien. Duel de deux mondes, roman historique, L’Entrevue de Saint-Cloud montre la fragilité des destinées collectives. Cet ouvrage, L'Entrevue de Saint-Cloud est publié en 2010. Il reçoit le Prix du Style 2010, et fait partie de la « Sélection Cultura Jeunes Talents 2010-2011 » et de la première sélection du Prix des libraires.
En mars 2012, paraît Dieu surfe au Pays basque aux éditions Héloïse d'Ormesson, roman intime développant le point de vue inédit d'un homme sur la fausse couche de sa femme. Harold Cobert publie aussi en 2014 un ouvrage sur Jim Morrison à Paris. En 2016, il publie La Mésange et l'Ogresse, une oeuvre de fiction sur Monique Olivier, épouse de Michel Fourniret. Il s'appuie sur des éléments bien réels, les minutes du procès et les récits de témoins.

## Œuvres
- Mirabeau, le fantôme du Panthéon
  - Mirabeau, le fantôme du Panthéon, vol. 1 : La moralité obscène (Le Panthéon orphelin), Paris, Séguier (Nouvelles éd.), 2002 (ISBN 978-2-84049-275-7)
  - Mirabeau, le fantôme du Panthéon, vol. 2 : « Con-Désiros » (L'amant des femmes), Paris, Séguier (Nouvelles éd.), 2002, 106 p. (ISBN 978-2-84049-276-4)
  - Mirabeau, le fantôme du Panthéon, vol. 3 : La pornographie gouvernementale (Mirabeau pornographe), Paris, Séguier (Nouvelles éd.), 2002, 92 p. (ISBN 978-2-84049-277-1)
  - Mirabeau, le fantôme du Panthéon, vol. 4 : Politique d'un libertain (La haine du despotisme), Paris, Séguier (Nouvelles éd.), 2002, 75 p. (ISBN 978-2-84049-278-8)
  - Mirabeau, le fantôme du Panthéon, vol. 5 : Les voix du diable (Une révolution oratoire), Paris, Séguier (Nouvelles éd.), 2002, 148 p. (ISBN 978-2-84049-279-5)
  - Mirabeau, le fantôme du Panthéon, vol. 6 : Amours de la marquise de M** et du Comte de M** (Inédit), Paris, Séguier (Nouvelles éd.), 2002, 155 p. (ISBN 978-2-84049-268-9)
- Le reniement de Patrick Treboc : roman, Paris, Jean-Claude Lattès, 2007, 230 p. (ISBN 978-2-7096-2860-0)
- Un Hiver avec Baudelaire : roman, Paris, Héloïse d'Ormesson, 2009, 272 p. (ISBN 978-2-35087-115-8). Réédité en 2011 au Livre de poche
- L'entrevue de Saint-Cloud : roman, Paris, Héloïse d'Ormesson, 2010, 138 p. (ISBN 978-2-35087-144-8)Prix du style 2010[6]
- Dieu surfe au pays basque, Paris, Héloïse d'Ormesson, 2012
- Au nom du père, du fils et du rock'n'roll : roman, Paris, Héloïse d'Ormesson, 2013, 240 p. (ISBN 978-2-35087-219-3)
- Jim, Paris, Éditions Plon, 2014, 217 p. (ISBN 978-2-259-22242-6)
- La Mésange et l'Ogresse. Dans la tête de Monique Fourniret, Plon, 2016 (ISBN 978-2-259-25128-0)[9].
- Belle-amie, Les Escales, 2019, 407 p. (ISBN 978-2-365-69377-6)
- Périandre, Robert Laffont, 2022, 144 p. (ISBN 978-2-221-25687-9)